# Kasi Lemmons
Karen 'Kasi' Lemmons (Saint Louis (Missouri), 24 februari 1961) is een Amerikaanse actrice, filmregisseuse en scenarioschrijfster.

## Biografie
Lemmons werd geboren in Saint Louis (Missouri), op achtjarige leeftijd scheidde haar ouders en zij verhuisde met haar moeder naar Newton (Massachusetts). Op negenjarige leeftijd hertrouwde haar moeder. 
Lemmons begon in 1979 met acteren in de film 11th Victim. Hierna speelde zij nog meerdere rollen in films en televisieseries.
Lemmons is in 1995 getrouwd met Vondie Curtis-Hall met wie zij twee kinderen heeft.

## Filmografie

### Films
- 2012 Disconnect – als Roberta Washington
- 2006 Waist Deep – als boze Afro-Amerikaanse vrouw
- 1998 Liar's Dice – als Teresa
- 1997 'Til There Was You – als Angenelle
- 1997 Gridlock'd – als Madonna
- 1995 Zooman – als Grace
- 1994 Drop Squad – als June Vanderpool
- 1993 Hard Target – als rechercheur Marie Mitchell
- 1993 Fear of a Black Hat – als Nina Blackburn
- 1992 Candyman – als Bernadette Walsh
- 1992 Afterburn – als Carol North
- 1991 Before the Storm – als Alex Robbins
- 1991 The Five Heartbeats – als Cookie
- 1991 The Silence of the Lambs – als Ardelia Mapp
- 1990 The Big One: The Great Los Angeles Earthquake – als Melanie Bryant
- 1990 The Court-Martial of Jackie Robinson – als Rachel
- 1988 Vampire's Kiss – als Jackie
- 1988 School Daze – als Perry
- 1986 Adam's Apple – als Marcy Potts
- 1979 11th Victim – als gijzelaar

### Televisieseries
Uitgezonderd eenmalige gastrollen.
- 1989-1990 Another World – als Tess Parker - ? afl.

### Filmregisseuse
- 2022 I Wanna Dance: The Whitney Houston Movie - film
- 2022 Women of the Movement - televisieserie - 1 afl.
- 2020 Self Made: Inspired by the Life of Madam C.J. Walker - televisieserie - 2 afl.
- 2019 Harriet - film
- 2018 Luke Cage - televisieserie - 1 afl.
- 2017 Shots Fired - televisieserie - 1 afl.
- 2013 Black Nativity – film
- 2007 Talk to Me – film
- 2001 The Caveman's Valentine – film
- 1998 Dr. Hugo – korte film
- 1997 Eve's Bayou – film

### Scenarioschrijfster
- 2021 The Metropolitan Opera HD Live - televisieserie - 1 afl.
- 2019 Harriet - film
- 2013 Black Nativity – film
- 1998 Dr. Hugo – korte film
- 1997 Eve's Bayou – film

## Prijzen

### Acapulco Black Film Festival
- 1998 in de categorie Beste Regisseur met de film Eve's Bayou - gewonnen.

### Black Reel Award
- 2014 in de categorie Uitstekenden Scenarioschrijver in een Film met de film Black Nativity - genomineerd.

### Image Award
- 2008 in de categorie Uitstekende Regie in een Film met de film Talk to Me - gewonnen.

### Film Independent Spirit Award
- 1998 in de categorie Beste Debuutfilm met de film Eve's Bayou - gewonnen.

### National Board of Review of Motion Pictures
- 1997 in de categorie Uitstekende Regie Debuut met de film Eve's Bayou - gewonnen.

### Palm Springs International Film Festival
- 1998 in de categorie Filmregisseur Award - gewonnen.

- Bibliothèque nationale de France: cb14198394p (data)
- Gemeinsame Normdatei: 143927671
- International Standard Name Identifier: 0000 0001 1874 6394
- Library of Congress Control Number: no99002266
- Nationale Bibliotheek van Israël: 987007429652505171
- Nederlandse Thesaurus van Auteursnamen: 182825884
- SNAC: w65k1qc7
- Système universitaire de documentation: 234668431
- Virtual International Authority File: 32208513
- WorldCat: E39PBJtRKVydkqXtKGbBrCTyh3